# Sonic Boom Over Europe Tour
Sonic Boom Over Europe Tour er en turne med hård rock-bandet KISS der startede i England 1. maj 2010, med liveoptræden i Aalborg 16. juni 2010. 

## Numre
1. Modern Day Delilah
2. Cold Gin
3. Let Me Go Rock And Roll
4. Firehouse
5. Say Yeah!
6. Deuce
7. Crazy Crazy Nights
8. Calling Dr. Love
9. Shock Me (Tommy & Eric solo)
10. I'm An Animal
11. 100 000 Years
12. I Love It Loud (Gene solo)
13. Love Gun
14. Black Diamond (Paul solo)
15. Detroit Rock City
16. Beth
17. Lick It Up
18. Shout It Out Loud
19. I Was Made For Lovin' You
20. God Gave Rock And Roll To You II
21. Rock And Roll All Nite

## Ekstern henvisning
- Kiss Online

| Musik | Spire Denne musikartikel er en spire som bør udbygges. Du er velkommen til at hjælpe Wikipedia ved at udvide den. |